# 卡扎诺圣安德烈亚
卡扎诺圣安德烈亚（義大利語：Cazzano Sant'Andrea）是意大利贝加莫省的一个市镇。总面积2平方公里，人口1591人，人口密度795.5人/平方公里（2009年）。国家统计（ISTAT）代码为016067。